# Robert Muhiirwa
Robert Muhiirwa (ur. 23 października 1958 w Ibonde) – ugandyjski duchowny rzymskokatolicki, od 2003 biskup Fort Portal.

## Życiorys
Święcenia kapłańskie przyjął 11 sierpnia 1985 i został inkardynowany do diecezji Fort Portal. Pełnił w niej funkcje m.in. animatora stowarzyszenia poświęcającego się walce z alkoholizmem, a także członka diecezjalnej komisji ds. formacji stałej kapłanów oraz proboszcza katedry.
18 marca 2003 papież Jan Paweł II mianował go biskupem Fort Portal. Sakry biskupiej udzielił mu 15 czerwca 2003 ówczesny arcybiskup Kampali, kard. Emmanuel Wamala.
14 listopada 2018 został wybrany wiceprzewodniczącym ugandyjskiej Konferencji Episkopatu.